# Critérium du Dauphiné 2010
Critérium du Dauphiné 2010, den 62. udgave af cykelløbet Critérium du Dauphiné blev arrangeret fra 6. til 13. juni 2010 i Frankrig. Løbet bestod af en prolog og 7 etaper. Janez Brajkovič vandt løbet sammenlagt.
22 hold blev inviteret til at deltage.
- ProTour-hold: AG2R La Mondiale, Astana, Caisse d'Epargne, Euskaltel-Euskadi, Footon-Servetto-Fuji, Française des Jeux, Garmin-Transitions, Team HTC-Columbia, Katusha, Lampre-Farnese Vini, Liquigas-Doimo, Milram, Omega Pharma-Lotto, Quick Step, Rabobank, Team Saxo Bank, Team RadioShack og Team Sky.
- Professionelle kontinentalhold: Bbox Bouygues Télécom, Cervélo TestTeam, Cofidis og Saur-Sojasun.

## Etaper

### Søndag 6. juni 2010 – Prolog: Évian les Bains, 6,8 km (ITT)
|   | Rytter             | Hold              | Tid    |
| - | ------------------ | ----------------- | ------ |
| 1 | Alberto Contador   | Astana            | 8.34   |
| 2 | Tejay van Garderen | Team HTC-Columbia | + 0.02 |
| 3 | Janez Brajkovič    | Team RadioShack   | + 0.05 |
| 4 | Geraint Thomas     | Team Sky          | + 0.10 |
| 5 | Dario Cataldo      | Quick Step        | + 0.12 |

|   | Rytter             | Hold              | Tid    |
| - | ------------------ | ----------------- | ------ |
| 1 | Alberto Contador   | Astana            | 8.34   |
| 2 | Tejay van Garderen | Team HTC-Columbia | + 0.02 |
| 3 | Janez Brajkovič    | Team RadioShack   | + 0.05 |
| 4 | Geraint Thomas     | Team Sky          | + 0.10 |
| 5 | Dario Cataldo      | Quick Step        | + 0.12 |

### Mandag 7. juni – 1. etape: Évian les Bains > Saint Laurent du pont, 191 km
|   | Rytter            | Hold                  | Tid     |
| - | ----------------- | --------------------- | ------- |
| 1 | Grega Bole        | Lampre-Farnese Vini   | 4:47.24 |
| 2 | Peter Velits      | Team HTC-Columbia     | s.t     |
| 3 | Geraint Thomas    | Team Sky              | s.t     |
| 4 | Steve Chainel     | Bbox Bouygues Télécom | s.t     |
| 5 | Christophe Riblon | AG2R - La Mondiale    | s.t     |

|   | Rytter             | Hold              | Tid     |
| - | ------------------ | ----------------- | ------- |
| 1 | Alberto Contador   | Astana            | 4:55.58 |
| 2 | Tejay van Garderen | Team HTC-Columbia | + 0.02  |
| 3 | Janez Brajkovič    | Team RadioShack   | + 0.05  |
| 4 | Geraint Thomas     | Team Sky          | + 0.10  |
| 5 | Dario Cataldo      | Quick Step        | + 0.12  |

### Tirsdag 8. juni – 2. etape: Annonay – Bourg Saint Andéol, 177 km
|   | Rytter             | Hold                | Tid     |
| - | ------------------ | ------------------- | ------- |
| 1 | Juan José Haedo    | Team Saxo Bank      | 4:24.10 |
| 2 | Martin Reimer      | Cervélo TestTeam    | s.t     |
| 3 | Grega Bole         | Lampre-Farnese Vini | s.t     |
| 4 | Sébastien Chavanel | Française des Jeux  | s.t     |
| 5 | Roger Kluge        | Team Milram         | s.t     |

|   | Rytter             | Hold              | Tid     |
| - | ------------------ | ----------------- | ------- |
| 1 | Alberto Contador   | Astana            | 9:20.08 |
| 2 | Tejay van Garderen | Team HTC-Columbia | + 0.02  |
| 3 | Janez Brajkovič    | Team RadioShack   | + 0.05  |
| 4 | Geraint Thomas     | Team Sky          | + 0.10  |
| 5 | Dario Cataldo      | Quick Step        | + 0.12  |

### Onsdag 9. juni – 3. etape: Monteux > Sorgues (Enkeltstart), 49 km
|   | Rytter               | Hold               | Tid     |
| - | -------------------- | ------------------ | ------- |
| 1 | Janez Brajkovič      | Team RadioShack    | 1:01.51 |
| 2 | David Millar         | Garmin-Transitions | + 0.36  |
| 3 | Edvald Boasson Hagen | Team Sky           | + 0.43  |
| 4 | Tejay van Garderen   | Team HTC-Columbia  | + 0.53  |
| 5 | Denis Mensjov        | Rabobank           | + 0.55  |

|   | Rytter             | Hold               | Tid      |
| - | ------------------ | ------------------ | -------- |
| 1 | Janez Brajkovič    | Team RadioShack    | 10:22.04 |
| 2 | David Millar       | Garmin-Transitions | + 0.36   |
| 3 | Tejay van Garderen | Team HTC-Columbia  | + 0.50   |
| 4 | Alberto Contador   | Astana             | + 1.41   |
| 5 | Geraint Thomas     | Team Sky           | + 2.01   |

### Torsdag 10. juni – 4. etape: Saint Paul Trois Châteaux > Risoul, 210 km
|   | Rytter           | Hold                  | Tid     |
| - | ---------------- | --------------------- | ------- |
| 1 | Nicolas Vogondy  | Bbox Bouygues Télécom | 6:03.25 |
| 2 | Romain Sicard    | Euskaltel-Euskadi     | + 0.12  |
| 3 | Janez Brajkovič  | Team RadioShack       | + 0.15  |
| 4 | Alberto Contador | Astana                | s.t     |
| 5 | Rein Taaramäe    | Cofidis               | + 0.18  |

|   | Rytter             | Hold                  | Tid      |
| - | ------------------ | --------------------- | -------- |
| 1 | Janez Brajkovič    | Team RadioShack       | 16:25.44 |
| 2 | Tejay van Garderen | Team HTC-Columbia     | + 1.15   |
| 3 | Alberto Contador   | Astana                | + 1.41   |
| 4 | David Millar       | Garmin-Transitions    | + 1.56   |
| 5 | Nicolas Vogondy    | Bbox Bouygues Télécom | + 2.43   |

### Fredag 11. juni – 5. etape: Serre Chevalier >Grenoble, 144 km
|   | Rytter           | Hold                 | Tid     |
| - | ---------------- | -------------------- | ------- |
| 1 | Daniel Navarro   | Astana               | 3:26.16 |
| 2 | Eros Capecchi    | Footon-Servetto-Fuji | + 0.34  |
| 3 | Thibaut Pinot    | Française des Jeux   | s.t     |
| 4 | Dimitri Champion | AG2R - La Mondiale   | + 1.34  |
| 5 | Egoi Martínez    | Euskaltel-Euskadi    | s.t     |

|   | Rytter             | Hold                  | Tid      |
| - | ------------------ | --------------------- | -------- |
| 1 | Janez Brajkovič    | Team RadioShack       | 19:55.04 |
| 2 | Tejay van Garderen | Team HTC-Columbia     | + 1.15   |
| 3 | Alberto Contador   | Astana                | + 1.41   |
| 4 | David Millar       | Garmin-Transitions    | + 1.56   |
| 5 | Nicolas Vogondy    | Bbox Bouygues Télécom | + 2.43   |

### Lørdag 12. juni – 6. etape: Crolles >Alpe d'Huez, 152 km
|   | Rytter                | Hold               | Tid     |
| - | --------------------- | ------------------ | ------- |
| 1 | Alberto Contador      | Astana             | 4:31.01 |
| 2 | Janez Brajkovič       | Team RadioShack    | + 0.00  |
| 3 | Sylwester Szmyd       | Liquigas-Doimo     | + 0.17  |
| 4 | Jérôme Coppel         | Saur-Sojasun       | + 0.24  |
| 5 | Jurgen Van Den Broeck | Omega Pharma-Lotto | + 0.40  |

|   | Rytter                | Hold                  | Tid      |
| - | --------------------- | --------------------- | -------- |
| 1 | Janez Brajkovič       | Team RadioShack       | 24:26.05 |
| 2 | Alberto Contador      | Astana                | + 1.41   |
| 3 | Tejay van Garderen    | Team HTC-Columbia     | + 2.41   |
| 4 | Jurgen Van Den Broeck | Omega Pharma-Lotto    | + 3.46   |
| 5 | Nicolas Vogondy       | Bbox Bouygues Télécom | + 4.01   |

### Søndag 13. juni – 7. etape: Allevard les Brains > Sallanches, 148 km
|   | Rytter               | Hold                 | Tid     |
| - | -------------------- | -------------------- | ------- |
| 1 | Edvald Boasson Hagen | Team Sky             | 3:39.43 |
| 2 | Arkaitz Durán        | Footon-Servetto-Fuji | + 0.27  |
| 3 | Egor Silin           | Team Katjusja        | + 0.32  |
| 4 | Christophe Le Mevel  | Française des Jeux   | + 0.34  |
| 5 | Tejay van Garderen   | Team HTC-Columbia    | + 0.40  |

|   | Rytter                | Hold               | Tid      |
| - | --------------------- | ------------------ | -------- |
| 1 | Janez Brajkovič       | Team RadioShack    | 28:06.28 |
| 2 | Alberto Contador      | Astana             | + 1.41   |
| 3 | Tejay van Garderen    | Team HTC-Columbia  | + 2.41   |
| 4 | Jurgen Van Den Broeck | Omega Pharma-Lotto | + 3.46   |
| 5 | Jérôme Coppel         | Saur-Sojasun       | + 4.17   |

## Slutresultater

### Samlet stilling
|    | Rytter                | Hold                  | Tid      |
| -- | --------------------- | --------------------- | -------- |
| 1  | Janez Brajkovič       | Team RadioShack       | 28:06.28 |
| 2  | Alberto Contador      | Astana                | + 1.41   |
| 3  | Tejay van Garderen    | Team HTC-Columbia     | + 2.41   |
| 4  | Jurgen Van Den Broeck | Omega Pharma-Lotto    | + 3.46   |
| 5  | Jérôme Coppel         | Saur-Sojasun          | + 4.17   |
| 6  | Nicolas Vogondy       | Bbox Bouygues Télécom | + 4.23   |
| 7  | Christophe Riblon     | AG2R - La Mondiale    | s.t      |
| 8  | Pierre Rolland        | Bbox Bouygues Télécom | + 6.16   |
| 9  | Christopher Horner    | Team RadioShack       | + 6.20   |
| 10 | Sylwester Szmyd       | Liquigas-Doimo        | + 6.57   |

### Pointtrøjen
|   | Rytter             | Hold              | Point |
| - | ------------------ | ----------------- | ----- |
| 1 | Alberto Contador   | Astana            | 98    |
| 2 | Janez Brajkovič    | Team RadioShack   | 98    |
| 3 | Tejay van Garderen | Team HTC-Columbia | 72    |

### Bjergtrøjen
|   | Rytter           | Hold              | Point |
| - | ---------------- | ----------------- | ----- |
| 1 | Egoi Martínez    | Euskaltel-Euskadi | 55    |
| 2 | Janez Brajkovič  | Team RadioShack   | 33    |
| 3 | Alberto Contador | Astana            | 32    |

### Holdkonkurrencen
|   | Hold             | Tid      |
| - | ---------------- | -------- |
| 1 | Euskaltel        | 84:39.25 |
| 2 | Astana           | + 4.03   |
| 3 | AG2R La Mondiale | + 4.25   |